# 路王道
路王道（1528年—？），字天德、又字汝遵，號坦齋，山西潞安府屯留县人，明朝政治人物，同進士出身。

## 生平
嘉靖二十五年（1546年）丙午科山西鄉試第一名（解元），后參加會試第一百六十八名。嘉靖三十二年（1553年）登進士第三甲第二百零三名。户部观政，授直隶南乐县知县，起复补河南临漳县知县，三十七年同考河南鄉試，升礼部主事，历主客司署员外郎，四十三年四月升光禄寺寺丞。隆慶二年（1568年）九月升尚宝司少卿，三年七月升尚宝司卿，四年十一月升顺天府府丞，五年五月改太常寺少卿，六年四月升光禄寺卿。萬曆元年（1573年）十月升顺天府府尹，以粮肉被盗，有失防范，被巡视科道弹劾，十二月调外任。

## 家族
曾祖路順；祖父路聰，陰陽官；父路棟材。母陳氏。弟路周道。